# 쉐이드 (2003년 영화)
《쉐이드》(영어: Shade)는 미국에서 제작된 데이미언 니먼 감독의 2003년 네오누아르 범죄 스릴러 영화이다. 스튜어트 타운젠드, 게이브리얼 번, 탠디웨이 뉴턴, 제이미 폭스, 멜러니 그리피스, 실베스터 스탤론 등이 출연하였고, 테드 하틀리 등이 제작에 참여하였다.

## 줄거리
큰 먹잇감을 찾던 사기꾼 셋이 조작된 도박판에서 전설의 도박사를 등쳐먹기로 한다. 이들은 판돈 자금을 마련하던 중 지역 갱스터와 부딪힌다.  

## 출연진
- 스튜어트 타운젠드
- 게이브리얼 번
- 탠디 뉴턴
- 제이미 폭스
- 멜러니 그리피스
- 실베스터 스탤론
- 보 홉킨스
- 파트리크 보쇼
- 로저 갠베어 스미스
- 글렌 플러머
- 디나 메릴
- 핼 홀브룩
- 마이클 돈

## 기타 제작진
- 공동 제작: 칼 매저코네이
- 협력 제작: 마크 모런
- 미술: 그레고리 밴혼
- 의상: 수산나 푸이스토
- 추가 음악: 크리스토퍼 영